# Palo y astilla
Palo y astilla fue un programa de televisión español producido por LACOproductora y emitido en La Sexta entre el 2 de febrero y el 9 de marzo de 2021. El 18 de marzo de 2020, se preestrenó en la plataforma Atresplayer Premium.

## Formato
Palo y astilla es un programa de entrevistas que pretende homenajear a los padres y a las madres. Se tratará de meditar que parte heredamos de cada uno de nuestros progenitores y que valores nos han transmitido para la vida. Iñaki Gabilondo, Xavier Sardá o Arantxa Sánchez Vicario serán varios de los invitados que compartiran sus experiencias con la gente. La reflexión y el pensamiento serán los encargados de revelar las ideas de personajes famosos a través de su vida de la mano de Mamen Mendizabal

## Episodios y audiencias

### Temporada 1: 2021
| Programa | Invitado                | Día de emisión | Audiencia         |
| -------- | ----------------------- | -------------- | ----------------- |
| 1x01 (1) | Iñaki Gabilondo         | 02/02/2021     | 1 304 000 (8,0%)  |
| 1x02 (2) | El Gran Wyoming         | 09/02/2021     | 1 710 000 (10,7%) |
| 1x03 (3) | Arantxa Sánchez Vicario | 16/02/2021     | 881 000 (5,6%)    |
| 1x04 (4) | Alberto Chicote         | 23/02/2021     | 984 000 (6,6%)    |
| 1x05 (5) | Xavier Sardá            | 02/03/2021     | 1 167 000 (7,4%)  |
| 1x06 (6) | José Sacristán          | 09/03/2021     | 877 000 (5,8%)    |

## Audiencia media

### Palo y astilla: Temporadas
| Temporada                         | Programas | Fecha | Cadena  | Audiencia        |
| --------------------------------- | --------- | ----- | ------- | ---------------- |
| Palo y astilla: Primera temporada | 6         | 2021  | LaSexta | 1 154 000 (7,4%) |